# Irene Bourell Peralta
Irene Bourell Peralta (Tulancingo, 8 de octubre de 1900-8 de abril de 1979) fue la primera diputada local del congreso del estado de Veracruz  (1956-1959), además de la primera  diputada federal (1961-1964) y la primera mujer en América Latina en desempeñar el cargo de vicepresidente de un congreso[cita requerida]. El 10 de septiembre de 2019 fue inaugurada una sala en el Congreso del Estado de Veracruz con su nombre, en la cual se reveló una placa para conmemorarla.

## Vida política
En 1930 fue nombrada ecónoma de la Junta Municipal de Asistencia Pública del puerto de Veracruz por el entonces presidente municipal Adalberto Tejeda, cargo que desempeñó hasta 1958. En 1956 fue elegida como diputada local por el estado de Veracruz, convirtiéndose en la primera mujer en desempeñar este cargo, posteriormente en 1961 se convirtió en la primera mujer en el puesto de diputada federal. En 1950 se tituló de la carrera de enfermería y partería por la Universidad Veracruzana.
Fue la primera secretaria de Acción Femenil de la liga de comunidades agrarias y sindicatos Campesinos del Estado de Veracruz y presidente del Congreso Mundial de Mujeres en la Ciudad de México.
En 2019 se reconoció finalmente su trayectoria y se inauguró una sala en su nombre en el Congreso del Estado de Veracruz, en la cual se reveló una placa en su honor.